# 2572 Анншнелл
2572 Анншнелл (1950 DL, 1969 LE, 1977 SF, 1980 JN, 2572 Annschnell) — астероїд головного поясу, відкритий 17 лютого 1950 року.
Тіссеранів параметр щодо Юпітера — 3,511.